# Процератозавр
Процератозавр (лат. Proceratosaurus, буквально — до цератозавра) — род небольших (около 3 метров в длину) хищных ящеротазовых динозавров из семейства процератозаврид, живших в средней юре (167,7—164,7 млн лет назад) на территории современной Англии. Включает единственный типовой вид — Proceratosaurus bradleyi. Изначально считался предком цератозавров (отсюда и название), в связи с аналогичным малым гребнем на его морде. Сейчас, однако, считается целурозавром, один из самых ранних известных науке, входит в надсемейство тираннозавроидов.

## Систематика

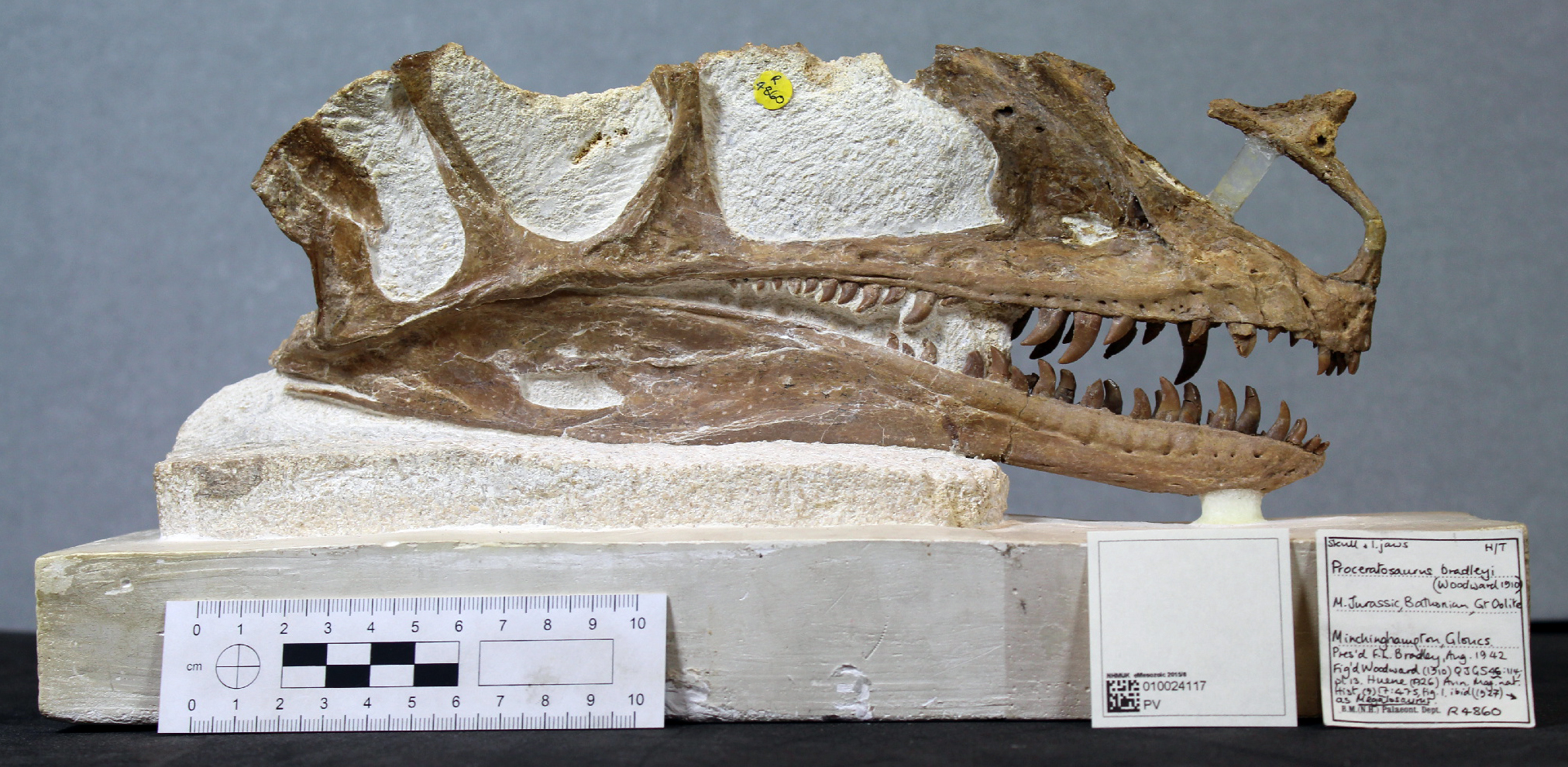
Голотип процератозавра

Артур Смит Вудворд, который изучал процератозавра, первоначально считал его предком верхнеюрского цератозавра, из-за сходства их носовых гребней. Позже исследование в 1930 году Фридриха фон Хюне позволило отнести его к группе целурозавров.
До конца 1980-х годов после исследований было выявлено, что процератозавр является более примитивным тероподом, а не целурозавром, и классификацию процератозавра было решено снова пересмотреть.

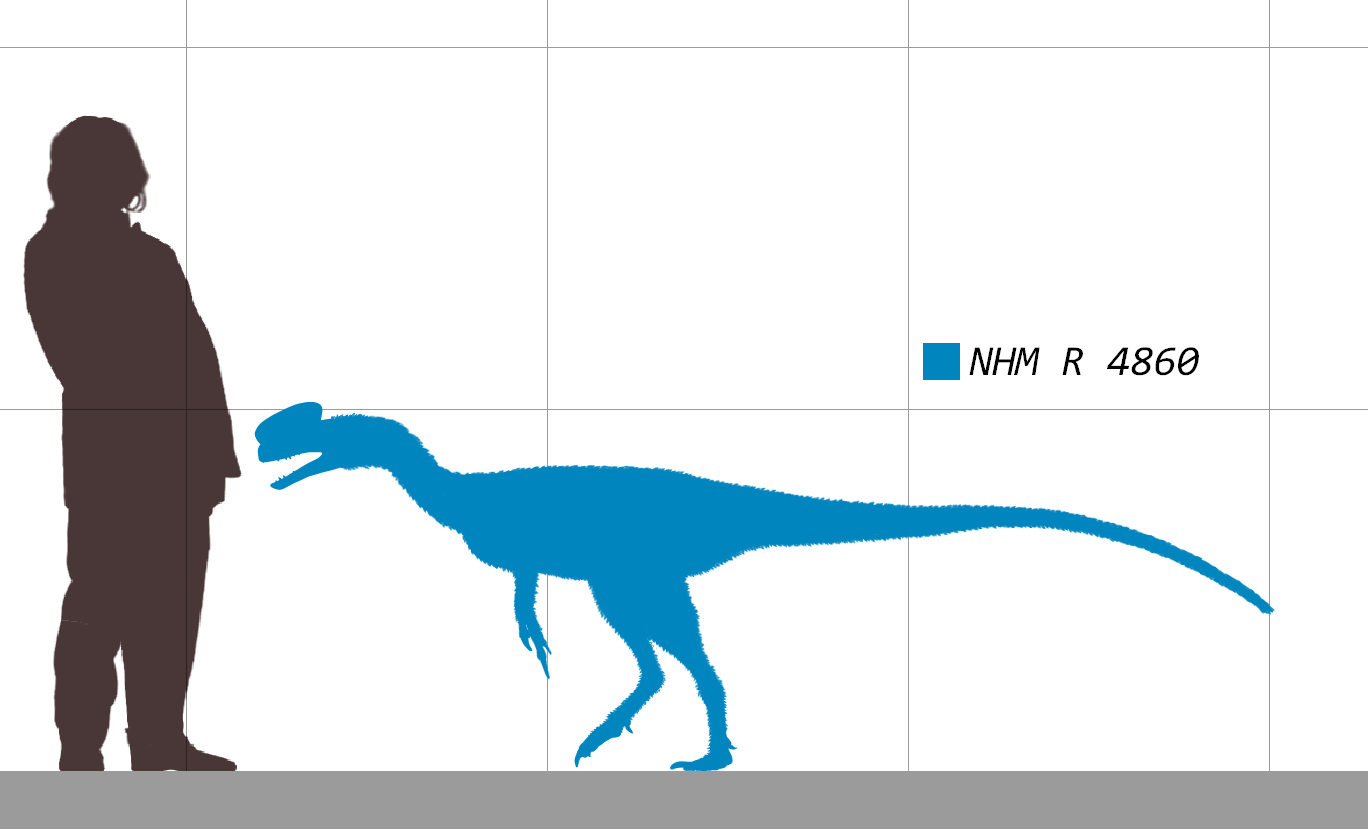
Процератозавр в сравнении с человеком. Предполагаемые размеры основаны на единственном черепе

Грегори С. Пол предложил, что он является близким родственником орнитолеста, опять же в основном из-за гребня на носу (хотя мысль, что орнитолест рождался с носовым гребнем, позже была опровергнута). Пол рассматривает процератозавра и орнитолеста не относящимися ни к цератозаврам, ни к целурозаврам, а относит их к примитивным аллозаврам. Кроме того, Пол считает, что динозавр Piveteausaurus относится к тому же роду, что и Proceratosaurus.
Наличие на морде процератозавра маленького, как у цератозавра, рога позволило предположить, что между ними имеются родственные связи. Возможно, процератозавр питался наземными животными. Его зубы могли удерживать и скользкую рыбу. Свирепому хищнику процератозавру приходилось опасаться мегалозавра, который был в два раза крупнее и мог легко с ним справиться. Продолжительное время процератозавра относили к карнозаврам. Но в отличие от них его череп мельче в тыльной верхней части. Теперь процератозавр считается ранним представителем группы целурозавров. Эта группа тероподов близка птицам.

## Описание
Окаменелости динозавра были найдены около города Minchinhampton в графстве Глостершир, Англия.
В длину взрослые особи процератозавра могли достигать до 2 метров, а весили около 150 килограмм. Длина черепа достигала около 30 см, что значительно меньше другого представителя семейства — килеска.